# ماريا إيفيلينا دي سوزا
ماريا إيفلينا دي سوزا (1 يناير 1879-12 فبراير 1946) مربية برتغالية وصحفية ازدهرت خلال أوائل القرن العشرين في البرتغال. كانت نسوية نشطة، وشاركت في النضال من أجل المساواة في الحقوق للمرأة وكانت مؤسسة مشاركة لأول منظمة لحقوق الحيوان في جزر الأزور. تجاهلت السير الذاتية الأولى عنها أنها كانت مثلية في العلن. في عام 2017، كرمتها الحكومة بعد وفاتها بشارة الاعتراف الأزورية.

## بداية حياتها
ولدت ماريا إيفلينا دي سوزا، المعروفة باسم إيفلينا، في 1 يناير 1879 في بونتا ديلغادا، في جزيرة ساو ميغيل في جزر الأزور، في مملكة البرتغال لعائلة ديشيو دي سوزا. التحقت بمدرسة التدريس في المنطقة التعليمية التابعة للسلطة التعليمية، واجتازت امتحاناتها النهائية في سبعة عشر مادة في عام 1900.

## مسيرتها المهنية
في عام 1904، بدأت دي سوزا التدريس في مدرسة سانتا كلارا وبدأت الكتابة لصحيفة، أو كامبيو إيسكولار، التي كانت مخصصة للمواضيع التعليمية. في عام 1906، انتقلت للعيش مع ماريا إميليا بورجيس دي ميديروس وأليس موديرنو في منزل تملكه بورجيس. كانت موديرنو وبورجيس صديقتين وعاشتا معًا منذ عام 1893. عاشت دي سوزا وموديرنو علانية كثنائي مثلي، على الرغم من المناخ المحافظ في البرتغال في ذلك الوقت. في نفس العام، أسست دي سوزا مجلة ريفيستا التربوية، والتي عملت وتم تحريرها على مدار العقد التالي. حصلت المجلة على اعتراف رسمي من هيئة التدريس الأزورية وكانت مؤثرة في الأوساط الأكاديمية محليًا ووطنيًا.
شاركت دي سوزا في العديد من المشاريع لتحسين التعليم في الجزيرة. شاركت في الإحصاءات السكانية للمدارس، وذكرت في عام 1911 أنه قد سجل في المدارس الأربعة المتاحة فقط ربع الأطفال الذين في سن المدرسة، بمتوسط حضور منتظم يبلغ 150 طالبًا فقط، وأن هناك أعدادًا غير كافية من المعلمين المدربين. حضرت المؤتمرات ووافقت على تعليم مدربين آخرين، مجانًا، طريقة ليغاتو لوازيس، والتي كانت برنامج تربوي للقراءة والكتابة، طورته أميليا لوازيس. كانت تؤيد أيضًا المرسوم الجمهوري الذي يحظر تدريس العقيدة الدينية في المدارس الابتدائية والعادية. في عام 1924، كرمها المؤتمر النسوي والتعليمي الأول لجهودها في تحسين التعليم.
في عام 1908، أنشأت دي سوزا أول مكتبة مدرسية دوارة في الجزيرة. في نفس العام، نظمت هي وشريكتها موديرنو جمعية ميكيلينس لحماية الحيوانات. كانت عضوًا في العديد من المنظمات النسوية بما في ذلك جمعية الدعاية النسوية والرابطة الجمهورية للمرأة البرتغالية وجمعية الدعاية الديمقراطية النسائية. في أغسطس 1912، كرمت الرابطة الجمهورية دي سوزا وموديرنو أثناء زيارتهما إلى لشبونة لجهودهم في كونهم المحرضين الأساسيين لحقوق المرأة والتعليم في جزر الأزور.
ابتداء من عام 1915، عملت دي سوزا في هيئة تحرير مجلة فولها، وهي مجلة أسستها موديرنو في عام 1902. كتبت أيضًا كمراسلة لصحيفة كوريو دوس أكورس، ونشرت الشعر والافتتاحيات. تقاعدت من التدريس في 13 يوليو 1940، من إسكولا أغوستينيو ماتشادو بيكودو كوريا. طوال عام 1940، شوهدت هي وشريكتها موديرنو، التي كانت ترتدي عادةً ملابس الرجال (بما في ذلك القبعة وربطة العنق وعصا المشي) والسيجار المدخن، وهم يمشون كلبهم حول بونتا ديلغادا.

## الموت والإرث
توفيت دي سوزا في 12 فبراير 1946 ودفنت في اليوم التالي في مقبرة ساو جواكيم. عاشت موديرنو ثمانية أيام فقط بعد وفاة دي سوزا، وتوفيت في 20 فبراير 1946. بعد وفاة الزوجين، حاول كتاب السيرة الذاتية محو ماضي الزوجين المثلي والمناخ السياسي القمعي الذي كان قائمًا. في عام 2013، أصدر مجلس بلدية بونتا ديلغادا مرسومًا لإضافة اسم دي سوزا إلى لوحة التعريف الموجودة في السرداب الذي بنته موديرنو لرفاتهم. في عام 2017، كرمتها الحكومة بعد وفاتها بشارة الاعتراف الأزورية.